# Casco Antiguo de Panamá
El Casco Antiguo o Casco Viejo es el nombre que recibe el sitio adonde fue trasladada  en 1673 la ciudad de Panamá.  Esta ciudad, trazada de forma reticular hacia los cuatro puntos cardinales, se caracterizó por la axialidad de sus calles y póstigos, lo cual le valió ser considerada un modelo clásico de ciudad indiana. Está situada en una pequeña península, rodeada de un manto de arrecifes rocosos, dentro del actual corregimiento de San Felipe. En 1997, el Casco Antiguo de Panamá es incluido en la lista de sitios de Patrimonio de la Humanidad de la Unesco.

## Historia

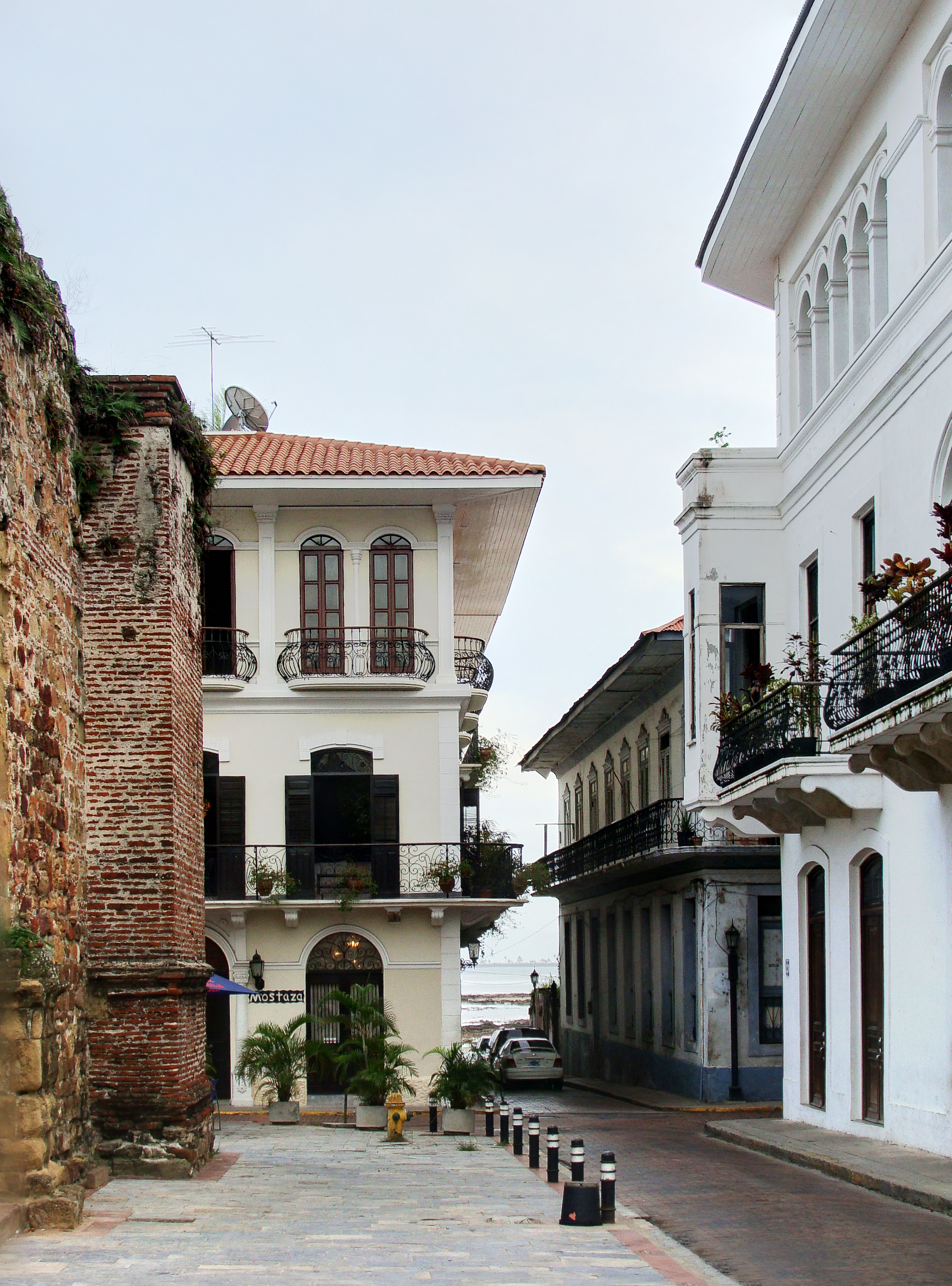
Calle del Casco Antiguo de Panamá.

La Cruz de Borgoña fue la bandera de los territorios españoles.

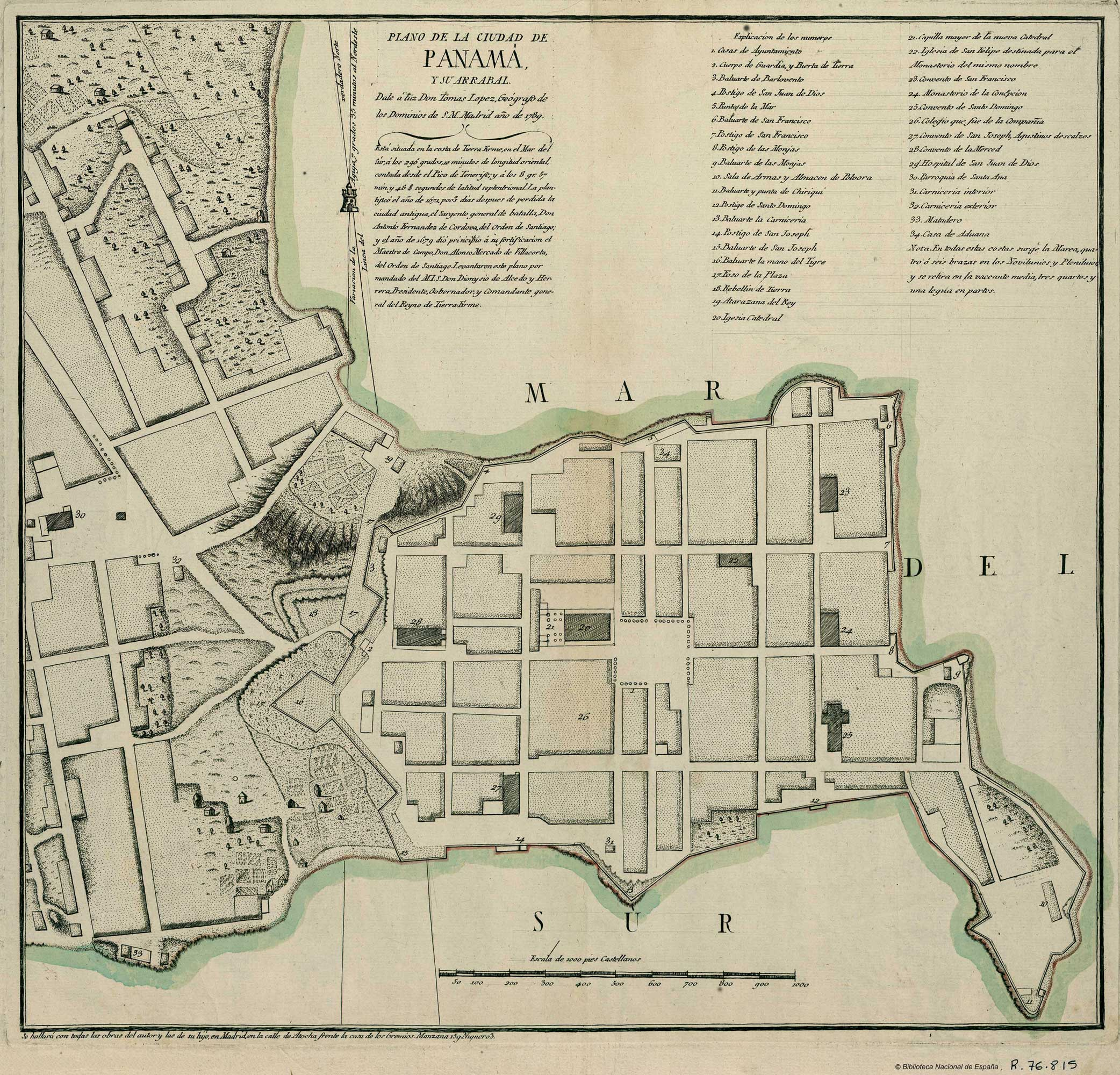
Plano de Panamá y su arrabal en 1789, por Tomás López.

El asentamiento original de la Ciudad de Panamá, que hoy conforma el sitio arqueológico de Panamá Viejo, fue saqueado por piratas ingleses al mando de Henry Morgan en enero de 1671. A raíz de este incidente, la ciudad quedó destruida casi en su totalidad. La Corona Española aprobó entonces el traslado de la ciudad a una pequeña península, situada aproximadamente a 8 km del asentamiento original. Dicha península estaba rodeada de arrecifes que quedaban expuestos cuando la marea era baja, lo cual dificultaría la aproximación de naves enemigas. Los trabajos de construcción fueron supervisados por el nuevo gobernador, Antonio Fernández de Córdoba, un soldado con vasta experiencia en la construcción de fortificaciones militares.
La ceremonia de fundación de la nueva ciudad se llevó a cabo el 21 de enero de 1673, dos años después del ataque pirata. Inicialmente estuvo constituida por cerca de 300 viviendas pertenecientes a las familias pudientes de la época y rodeada por gruesas murallas que la -excluían del resto de la población. El punto central de esta nueva ciudad lo ocupaba la Plaza Mayor, frente a la cual se yergue la Catedral Metropolitana.
El sistema de murallas construido alrededor de esta ciudad tenía un propósito eminentemente militar, a fin de evitar un nuevo ataque de los piratas. Fue así como se construyeron tres poderosos baluartes: Barlovento, Mano de Tigre y la Puerta de Tierra. Esta última tenía la función de entrada y salida de la ciudad hacia el arrabal, como era llamada la ciudad extramuros. Para finales del siglo xviii se reforzó el frente marino, con la construcción del Baluarte y Punta de Chiriquí, completado con un sistema de bóvedas.
A pesar de todos los esfuerzos por conservar a salvo la ciudad de los peligros externos, la nueva ciudad fue víctima durante el siglo xviii de tres incendios grandes que la destruyeron parcialmente y modificaron su estructura inicial. La configuración actual data de finales del siglo xix y de la primera mitad del siglo xx. Esta reestructuración permite insertar dentro de las ruinas y edificios coloniales, edificaciones neoclásicas, afroantillanas y pequeñas muestras de art deco, lo que lo diferencia de otros cascos antiguos de ciudades como Cartagena de Indias y Quito, las cuales poseen un estilo casi exclusivamente colonial.

## Sitios de interés

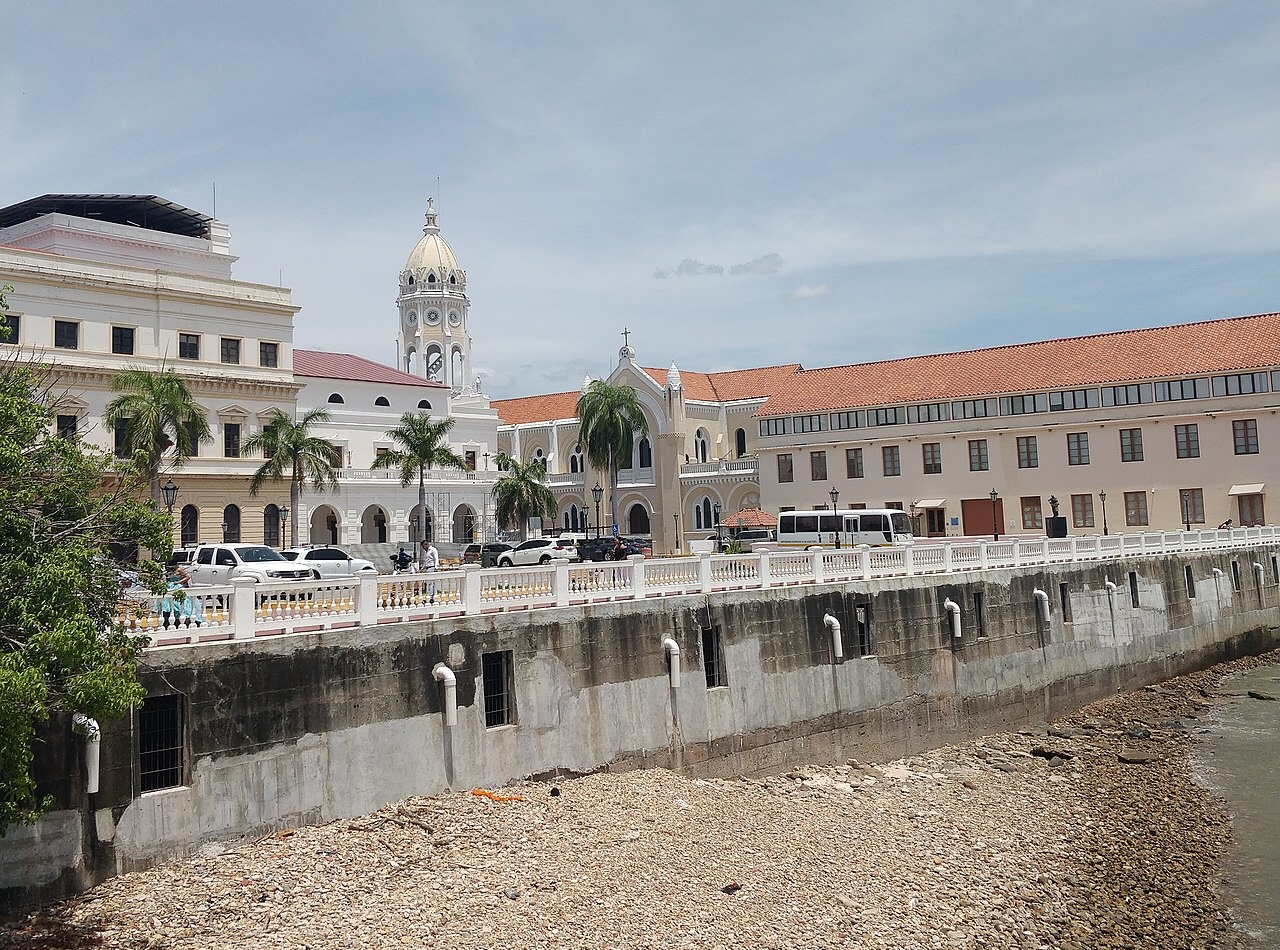
El Palacio Nacional de Gobierno, el Teatro Nacional de Panamá y la Iglesia de San Francisco de Asís.

### Plazas y alrededores
El casco Antiguo cuenta con cuatro principales plazas: la Plaza de la Independencia, la primera y única plaza por varios siglos; la Plaza Bolívar y la Plaza Herrera, construidas en terrenos baldíos que quedaron de los incendios que asolaron la ciudad; y la Plaza de Francia, construida en 1922 para honrar al pueblo francés, pioneros en la construcción del Canal de Panamá.

#### Plaza de la Independencia (Plaza Mayor)

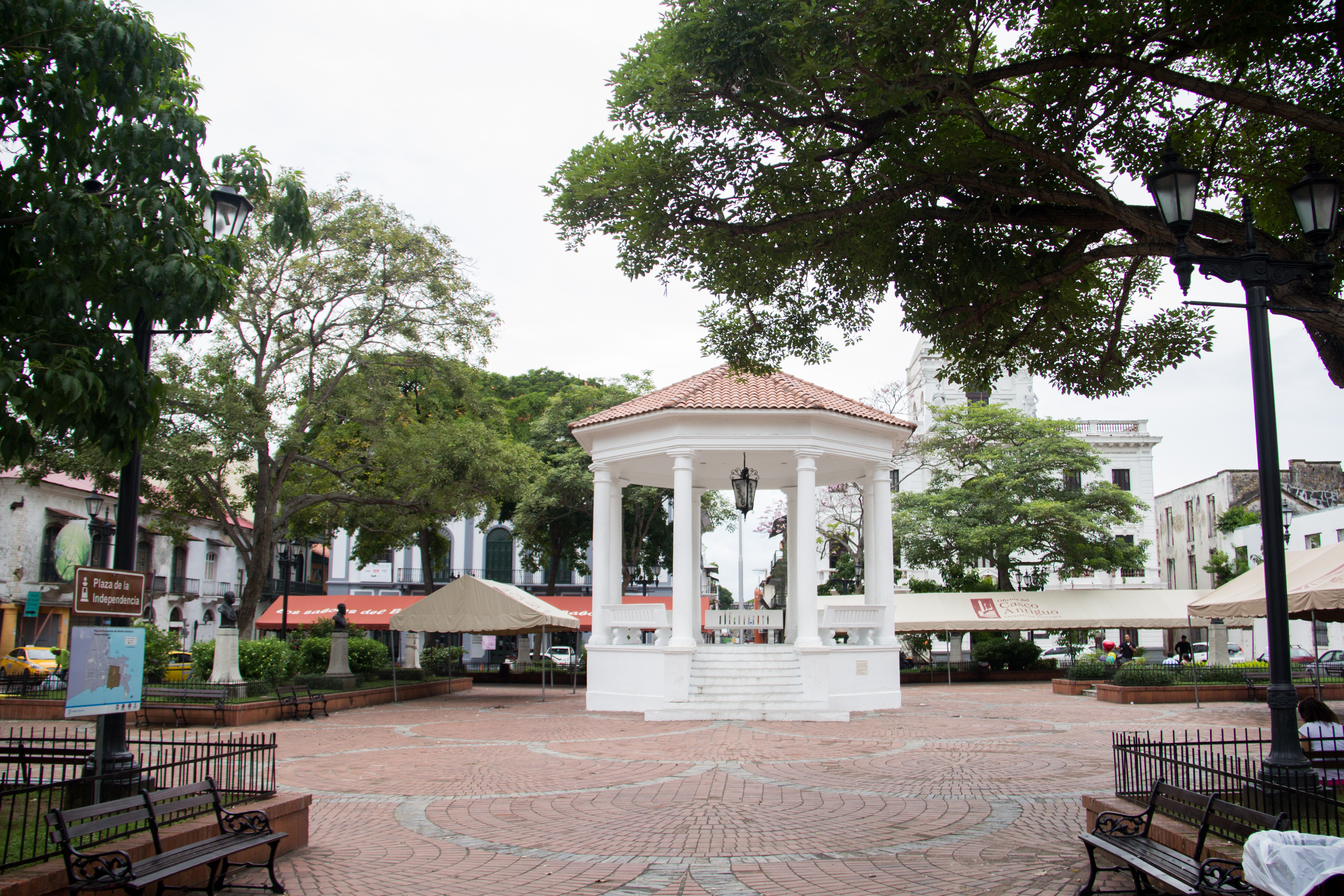
Plaza Mayor o Plaza de la Independencia.

La Plaza Mayor o Plaza de la Independencia, coloquialmente conocida como Plaza Catedral, fue diseñada originalmente de forma cuadrada con una superficie de 57 x 57 metros sin contar las calles circundantes, es decir 3,250 m².  Para el siglo XIX, la plaza fue alargada en vista de que una de las manzanas del lateral norte fue retranqueada.
Alrededor de la Plaza Mayor, actual Plaza de la Independencia, se encuentran la Catedral Metropolitana de Panamá, el Palacio Municipal, el Museo del Canal Interoceánico y el Gran Hotel Central. La Catedral metropolitana, ejemplo de arquitectura colonial española, fue construida entre 1688 y 1796. Los edificios del Museo del Canal y del Palacio Municipal, este último de notable influencia neoclásica, datan de finales del XIX y principios del siglo XX respectivamente.

#### Plaza Herrera

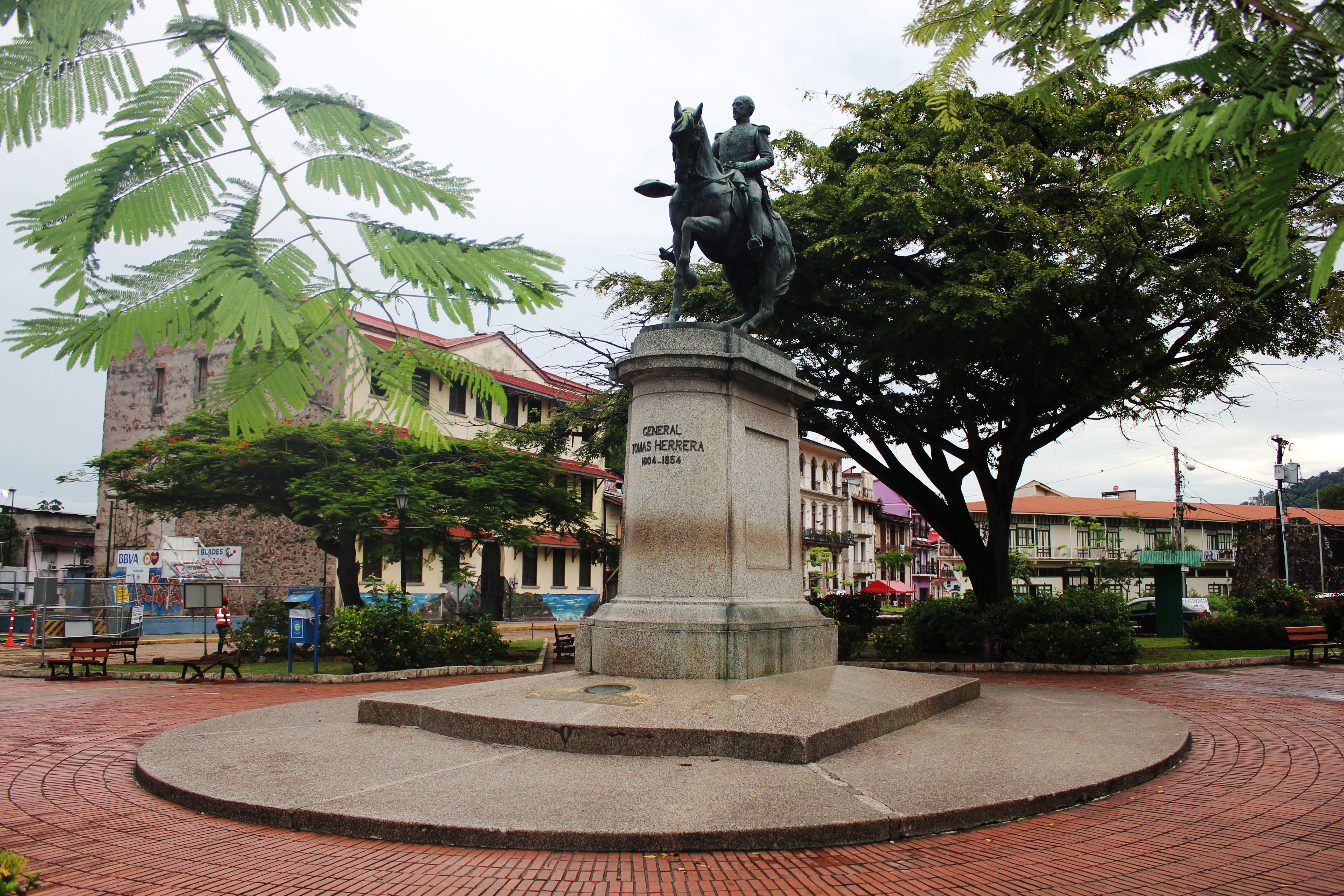
Plaza Herrera.

La Plaza Herrera se construye sobre el terreno baldío que dejara el incendio de 1781, que destruyó toda la manzana.  Originalmente se le conoció como Plaza del Triunfo y era utilizada para corridas de toros. No fue sino hasta 1887 que recibe su nombre actual en honor del General Tomás Herrera.  Alrededor de esta plaza se encuentran la casa Boyacá, el edificio La Reformada actualmente "American Trade Hotel" considerado el primer rascacielos de Panamá, primer edificio de altura en el país y el Hotel Panamericano creado por la firma de arquitectos Villanueva y Tejeira.

#### Plaza Bolívar
La Plaza Bolívar, originalmente conocida como Plaza de San Francisco, surge de un incendio que devoró toda una manzana de casas y dejó un terreno yermo. El nombre actual lo recibe en 1926, con motivo del centenario del Congreso Anfictiónico. En medio de la plaza se levantó un monumento en honor al Libertador Simón Bolívar. Alrededor de esta plaza se encuentran la iglesia de San Francisco, El Palacio Bolívar, el Hotel Colombia, la iglesia San Felipe de Neri, y las Casas Heurtematte y el Teatro Nacional.

#### Plaza de Francia

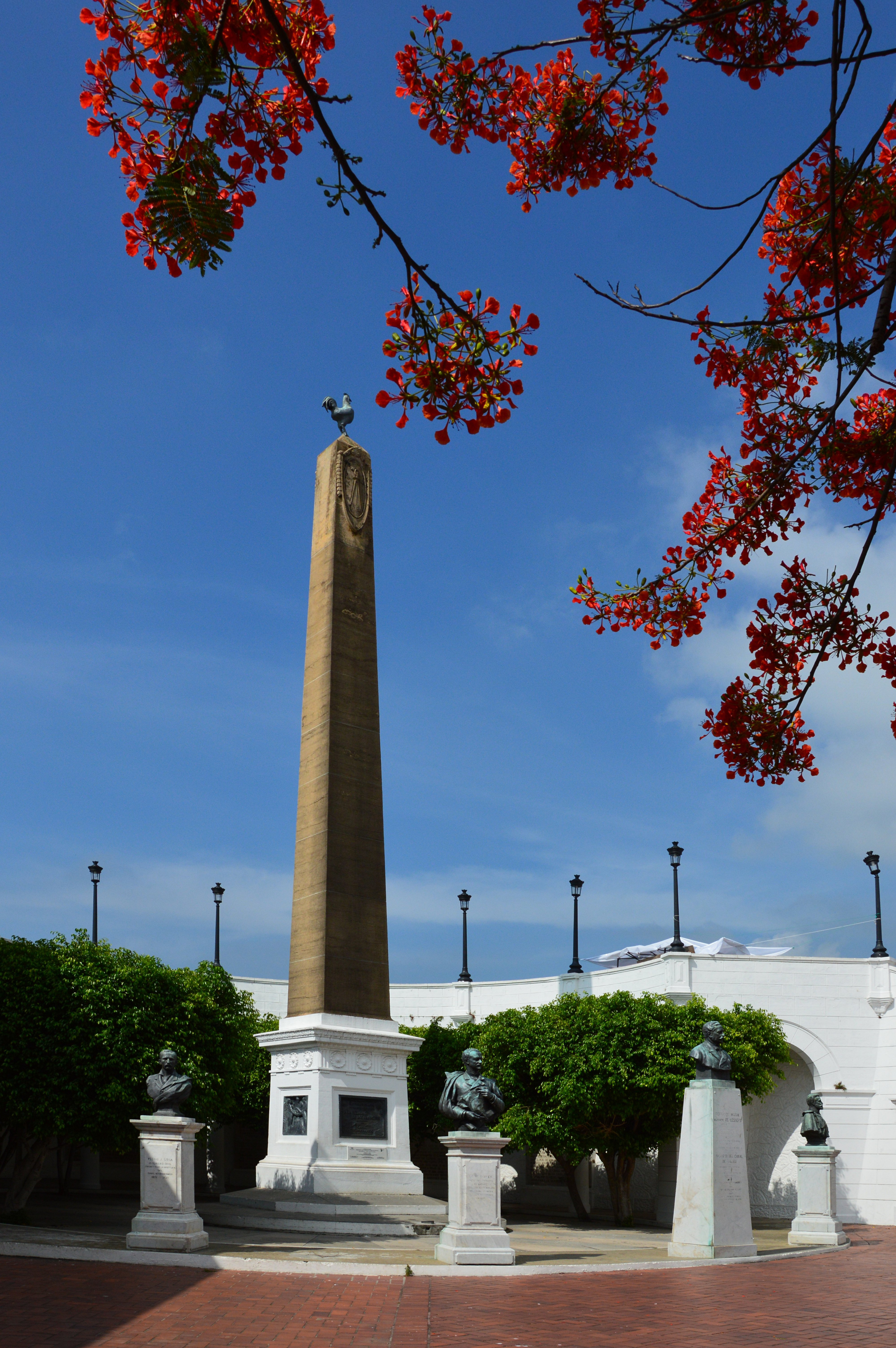
Plaza de Francia.

La Plaza de Francia o las Bóvedas data de 1922, creada en el baluarte de Chiriquí en remembranza del intento truncado de los franceses por construir el Canal de Panamá.  Esta plaza es semicircular con influencias neorrenacentistas.   En el centro se yerque un obelisco coronado con un gallo, símbolo del pueblo francés.  Rodeando este obelisco se encuentran los bustos de los ingenieros pioneros del canal y unas arcadas bajo las cuales se encuentran diez placas que narran la historia del Canal de Panamá.

### Monumentos religiosos
Además de la Catedral, entre los monumentos religiosos que se conservan actualmente están la iglesia de San José, célebre por su altar de oro; la iglesia de San Francisco, cuya torre se yergue frente a la Plaza Bolívar; la iglesia de San Felipe de Neri y la iglesia de la Merced. La fachada de esta última fue trasladada piedra por piedra de la antigua iglesia situada en Panamá Viejo. Igualmente cabe destacar las ruinas del Convento de los Jesuitas y el Convento de Santo Domingo.

#### Catedral Basílica Santa María la Antigua

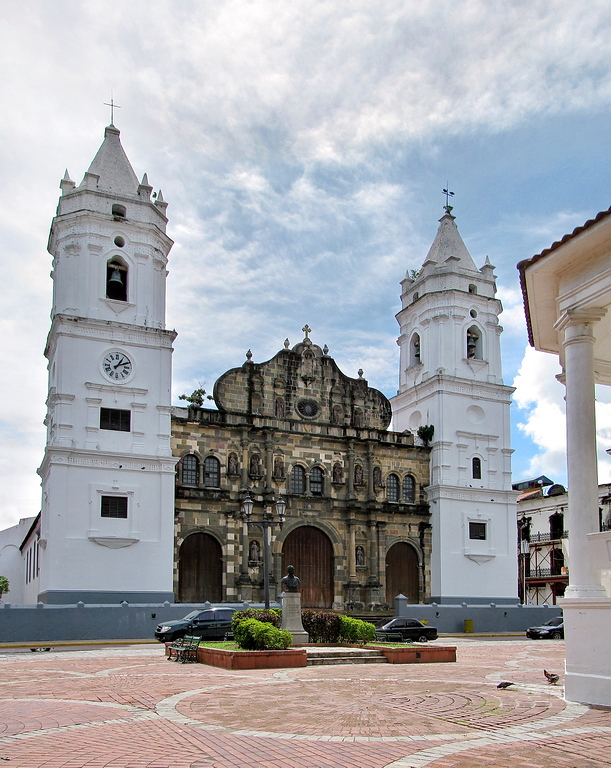
Catedral Metropolitana.

La primera catedral fue construida en Santa María la Antigua del Darién cuando se creó la Diócesis de Panamá en 1513. Luego de su abandono por Pedrarias Dávila se trasladaron las insignias, bulas y reliquias a Nuestra Señora de la Asunción de Panamá, fundada en 1519. Posterior al incendio por Henry Morgan en 1671, la ciudad se traslada a su ubicación actual en 1673. La construcción de la nueva Catedral tomó 108 años, de 1688 a 1796.

#### Iglesia de San José

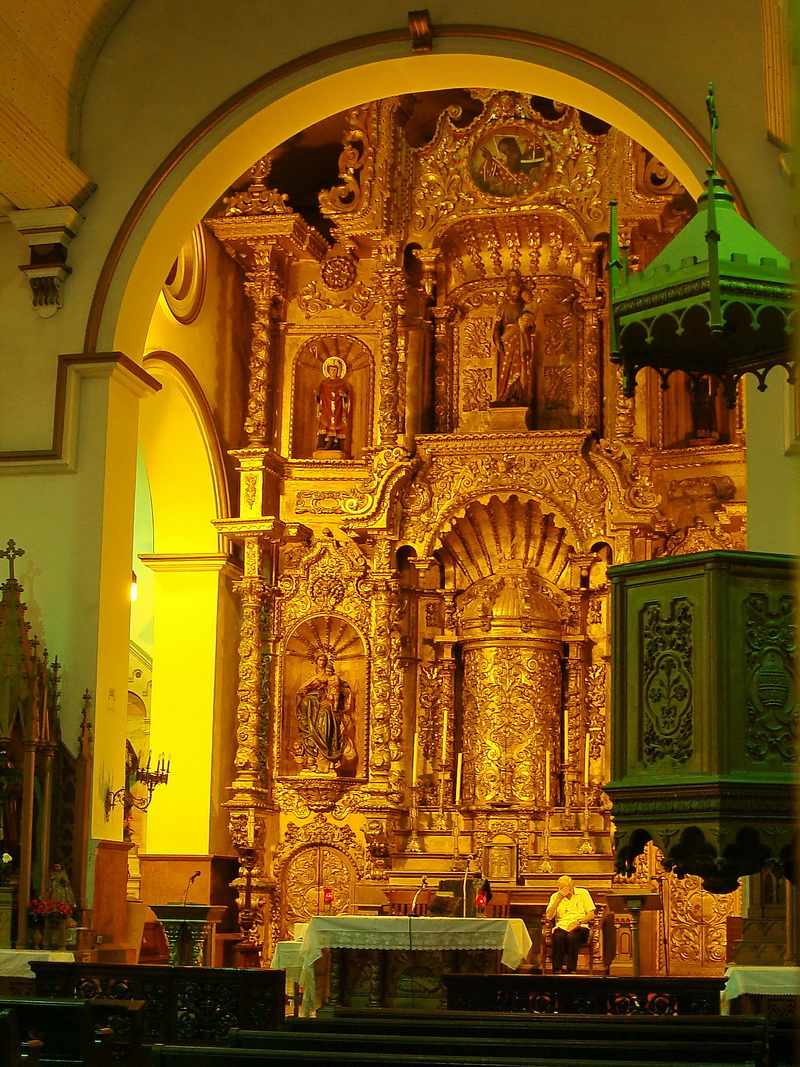
Altar de Oro de la Iglesia de San José.

La iglesia de San José fue construida entre 1671 y 1677. Se encuentra en la Avenida A y la calle 8° y es famosa por su altar barroco labrado en caoba y cubierto en pan de oro.
Este altar está rodeado de una leyenda que cuenta que fue salvado de los piratas por los monjes, quienes lo recubrieron de negro, no obstante su elaboración data del siglo XVIII.

#### Iglesia de San Francisco de Asís

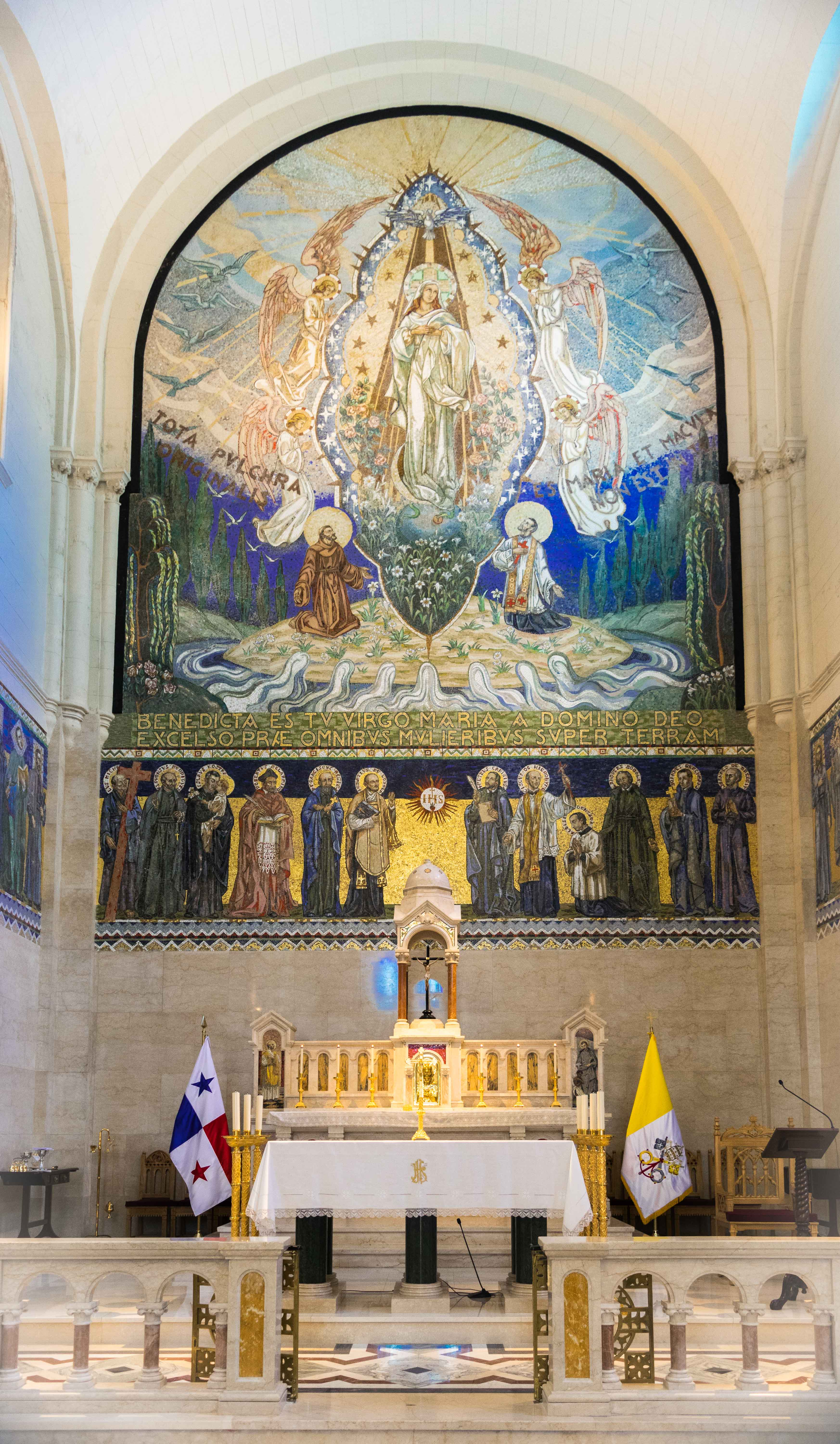
Altar de la Iglesia de San Francisco de Asís.

La iglesia original fue construida en el siglo XVII, sin embargo fue casi destruida durante los incendios de 1737 y 1756. Su estructura actual data de 1918, cuando fue renovada casi en su totalidad.

#### Oratorio de San Felipe de Neri
El Oratorio San Felipe de Neri data de 1688 como lo indica la inscripción con el escudo de la iglesia que se encuentra en la fachada de ésta.
En 1737 un incendio destruye la Catedral y esta iglesia presta los servicios catedralicios. En 1756 ocurre otro incendio y esta vez la iglesia sufre daños considerables. Luego de ser restaurada se convierte en sagrario de la Catedral, servicio que prestó durante el siglo XVIII y parte del XIX, hasta que es cedido a la comunidad de las Hijas de la Caridad de San Vicente de Paul, quienes instauran allí dos internados (uno de pensionistas y otro de huérfanas) y un asilo de niños.

#### Iglesia de la Merced

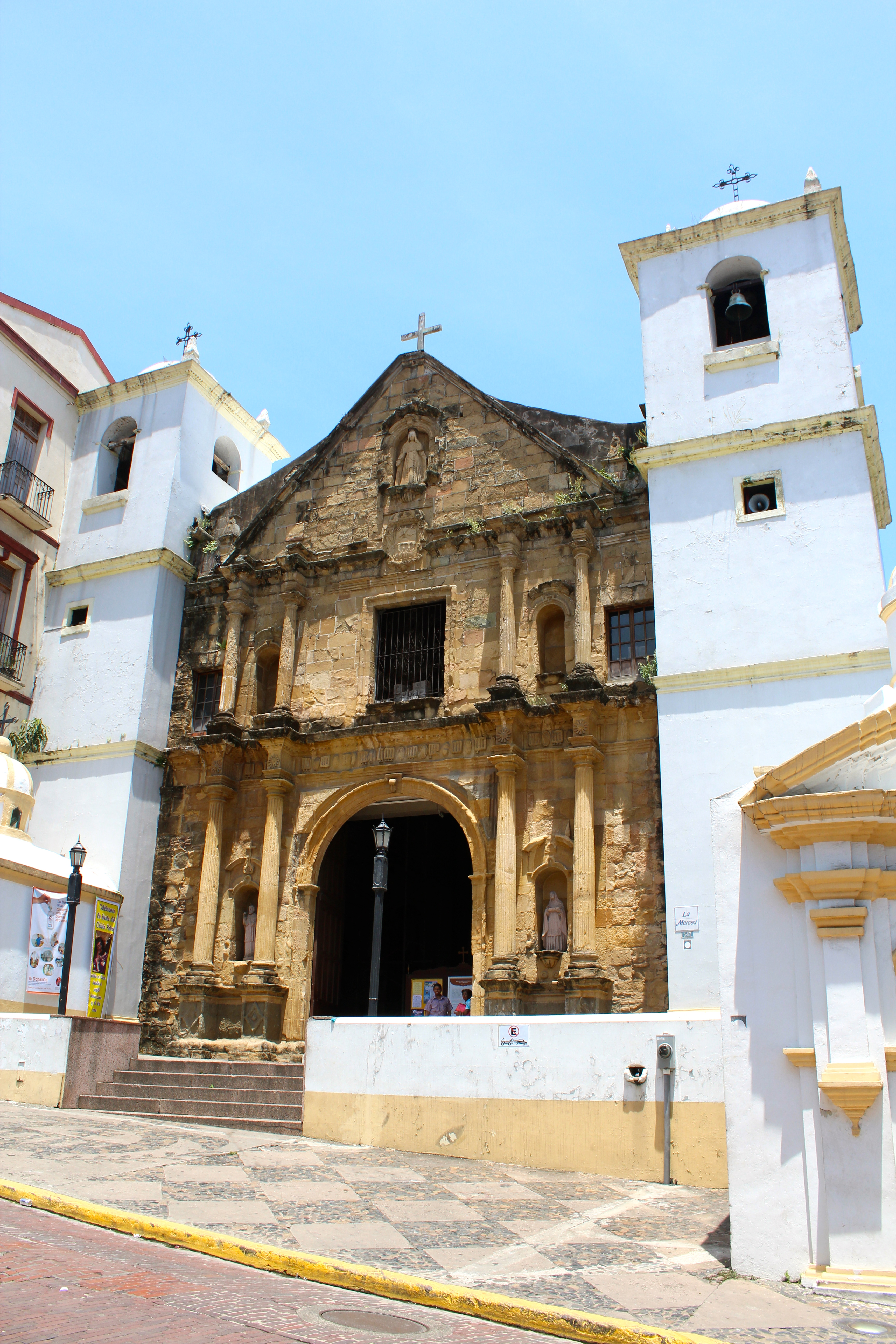
Fachada de la Iglesia de la Merced.

Su construcción data de 1680 y es la única iglesia del Casco Antiguo que conserva la fachada original de su primera construcción en la vieja ciudad.  Está ubicada en la calle 10.ª este, a un costado de la Casa de la Municipalidad, próxima a la Puerta de Tierra que daba acceso a la ciudad amurallada.

#### Convento de laCompañía de Jesús
El Convento de la Compañía de Jesús tiene el mérito de haber albergado la primera universidad en el Istmo de Panamá: la Real y Pontificia Universidad de San Javier. En 1767, Carlos III expulsa a los jesuitas y con ella termina su función conventual y universitaria.

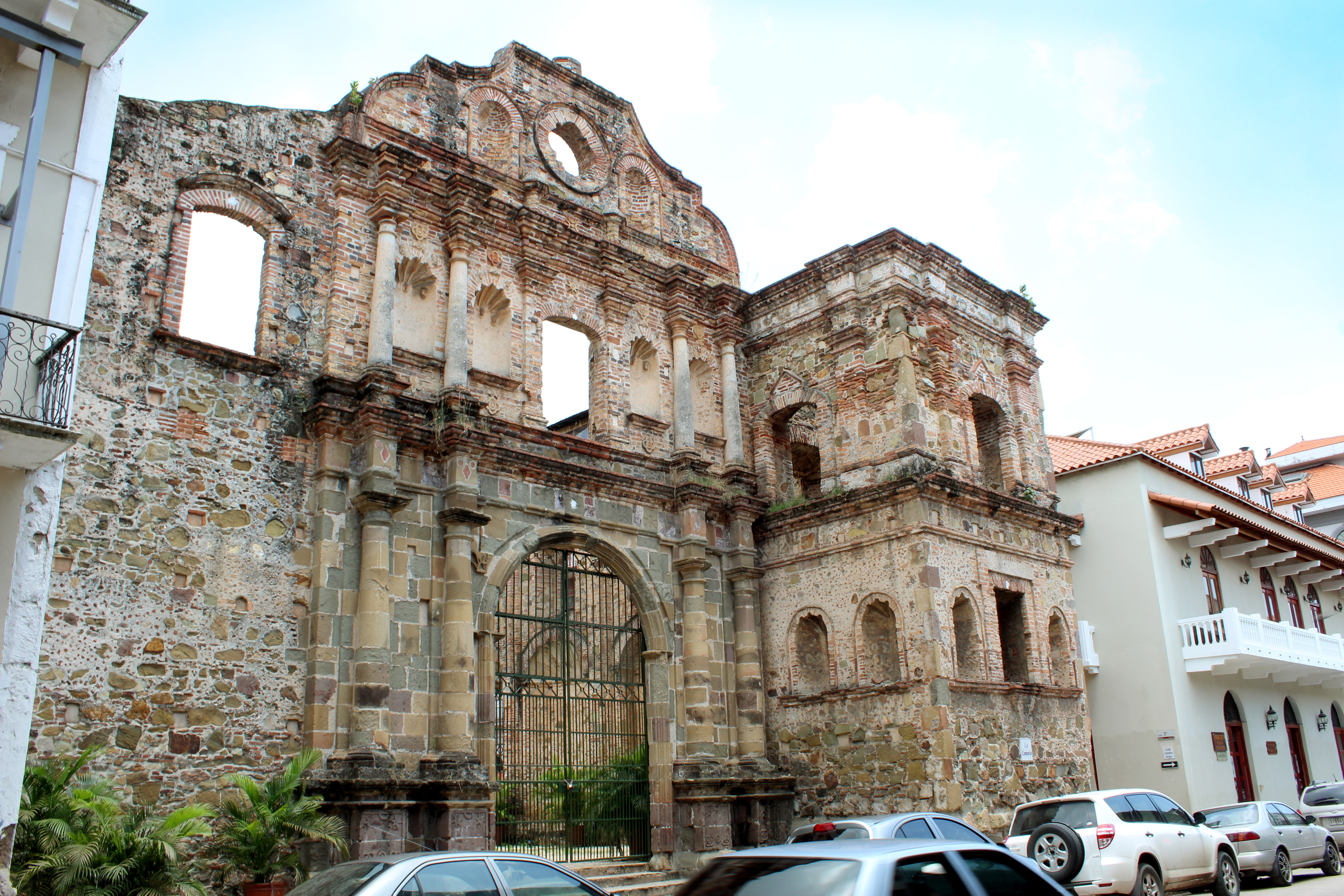
Convento de la Compañía de Jesús.
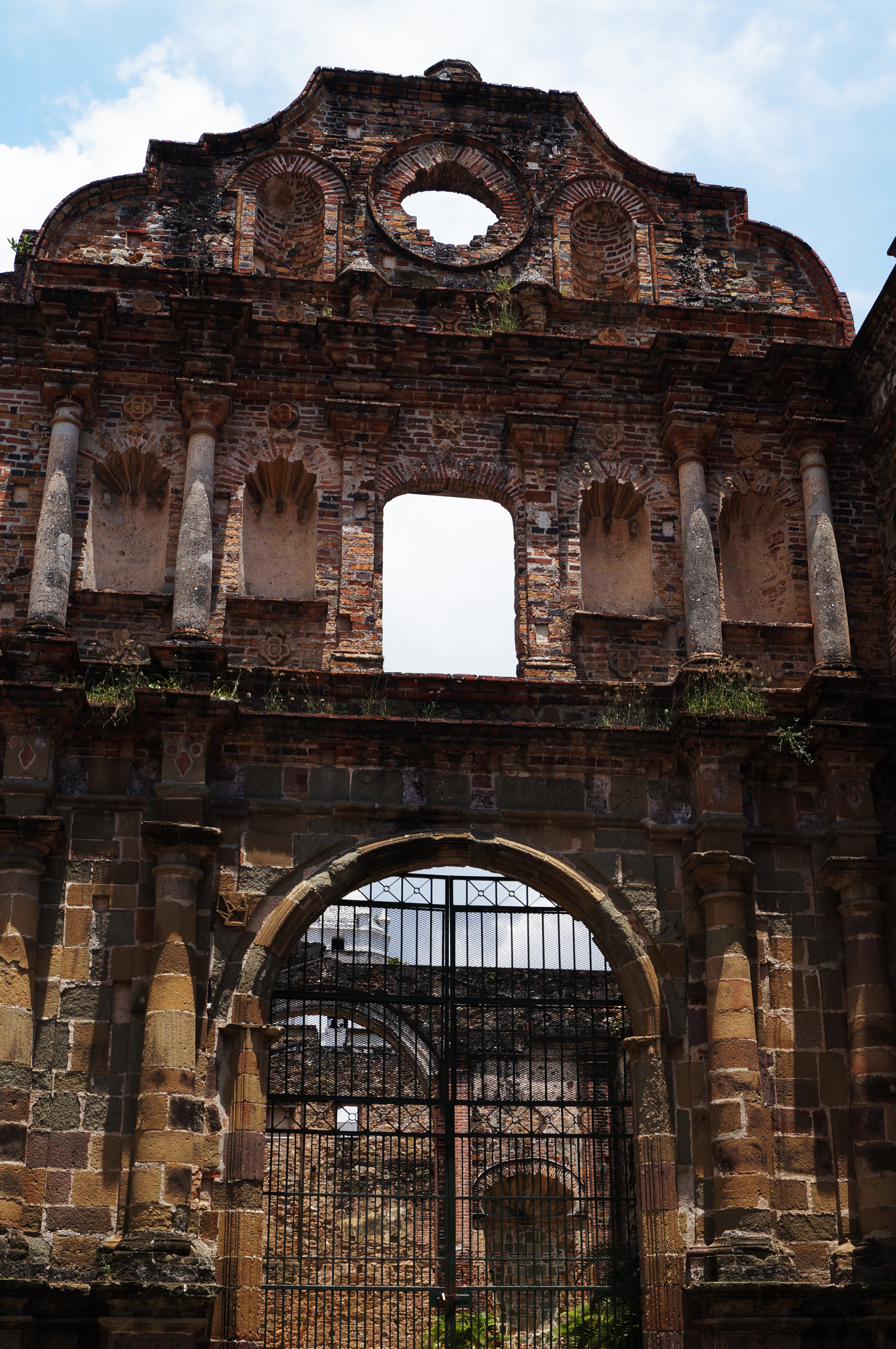
Fachada del Convento de la Compañía de Jesús.
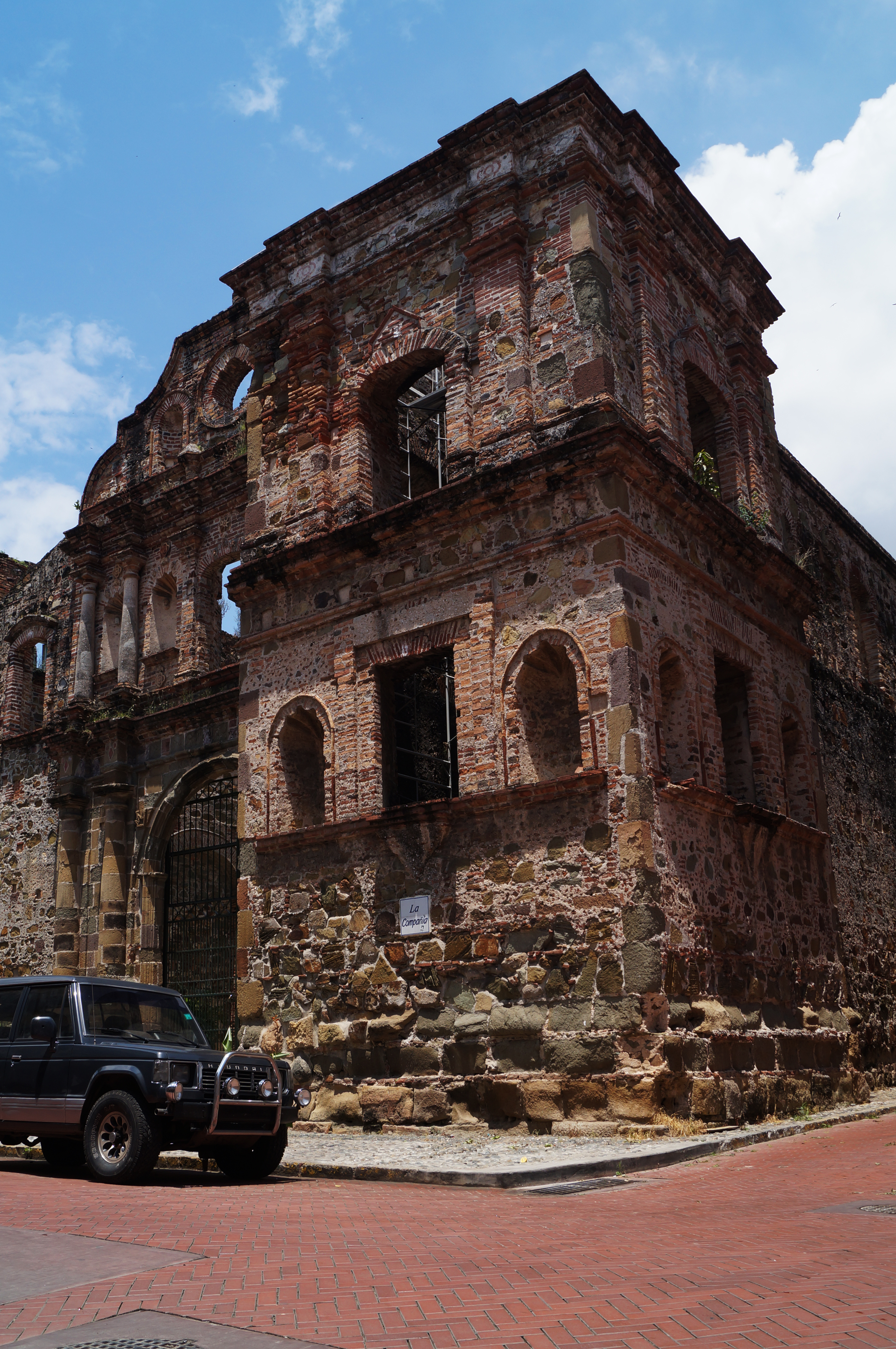
Torre del Convento de la Compañía de Jesús.
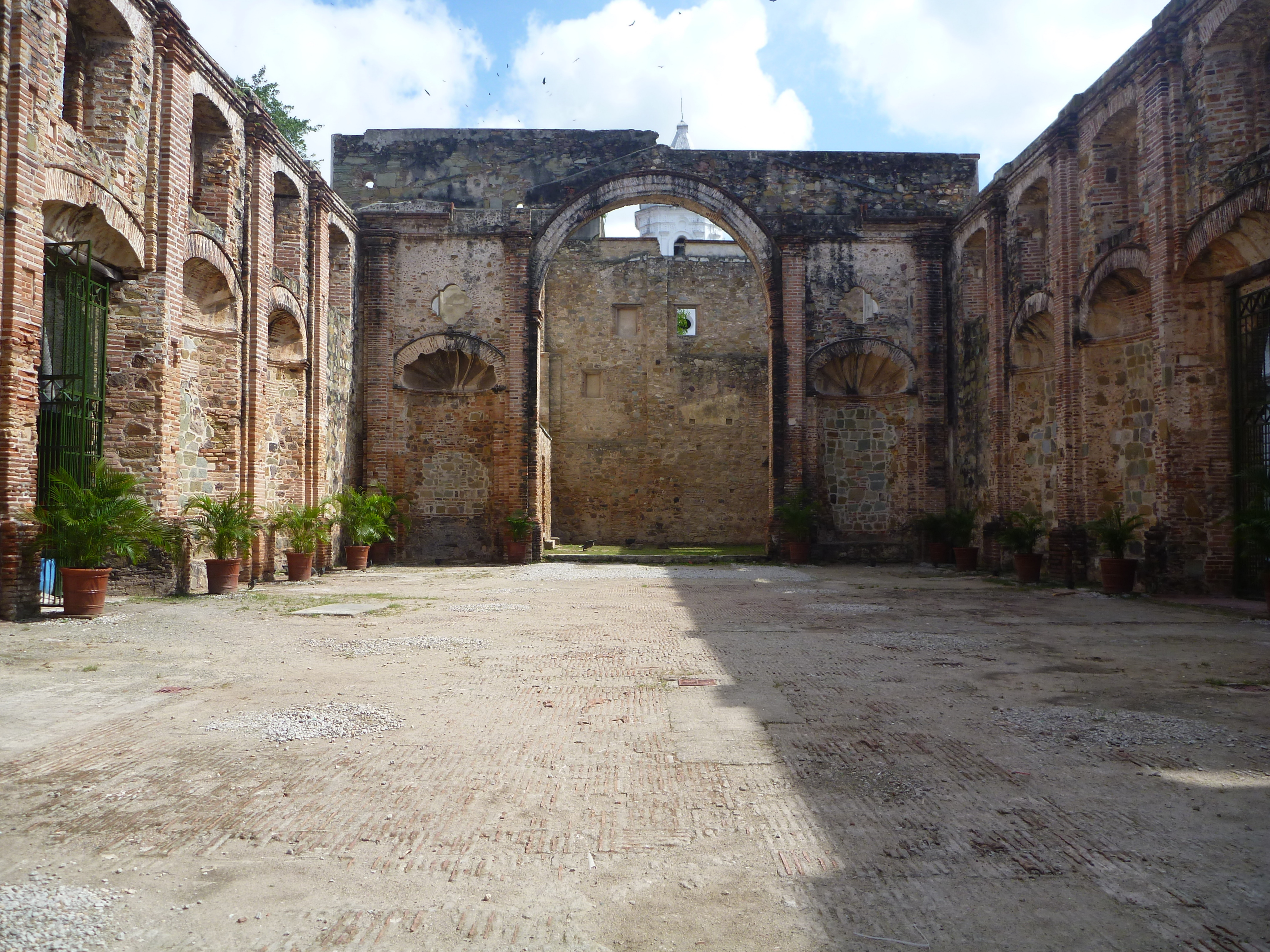
Interior del Convento de la Compañía de Jesús. Notése al fondo una de las torres de la Catedral Metropolitano de Panamá.

#### Convento deSanto Domingo
El Convento de Santo Domingo, construido en 1678, fue uno de los primeros en ser fundados en la nueva ciudad.  Fue asolado por dos incendios en el siglo XVII, que derrumbaron la torre y los interiores. No obstante, se lograron mantener en pie los muros y arcos, en especial, el ""Arco Chato"" construido para soportar el coro de madera de la iglesia.  En el siglo XIX, luego de la independencia de España y la extinción de los monjes del istmo, el edificio pasa a manos particulares y el solar de la iglesia, al igual que su claustro, albergó distintos negocios tales como una panadería, un taller de carpintería, baños públicos etc. Este monumento vuelve a tomar relevancia en siglo XX, para la época de la construcción del canal, ya que su arco chato sirvió de ejemplo de la estabilidad sísmica de la cual gozaba el istmo. Actualmente se observan las ruinas de la fachada y los arcos internos y una capilla, totalmente restaurada, que sirve como el Museo de Arte Religioso.

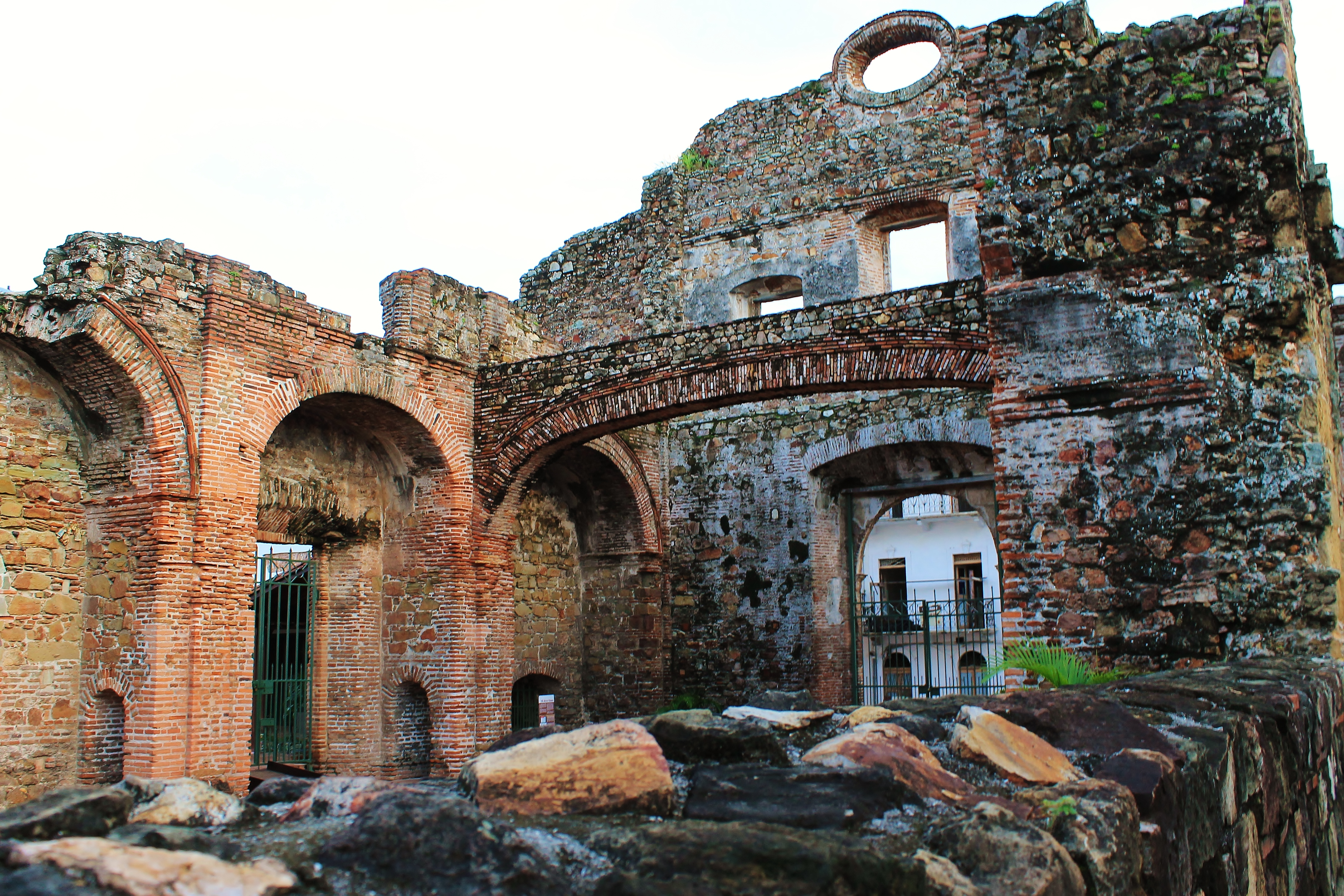
Convento de Santo Domingo.
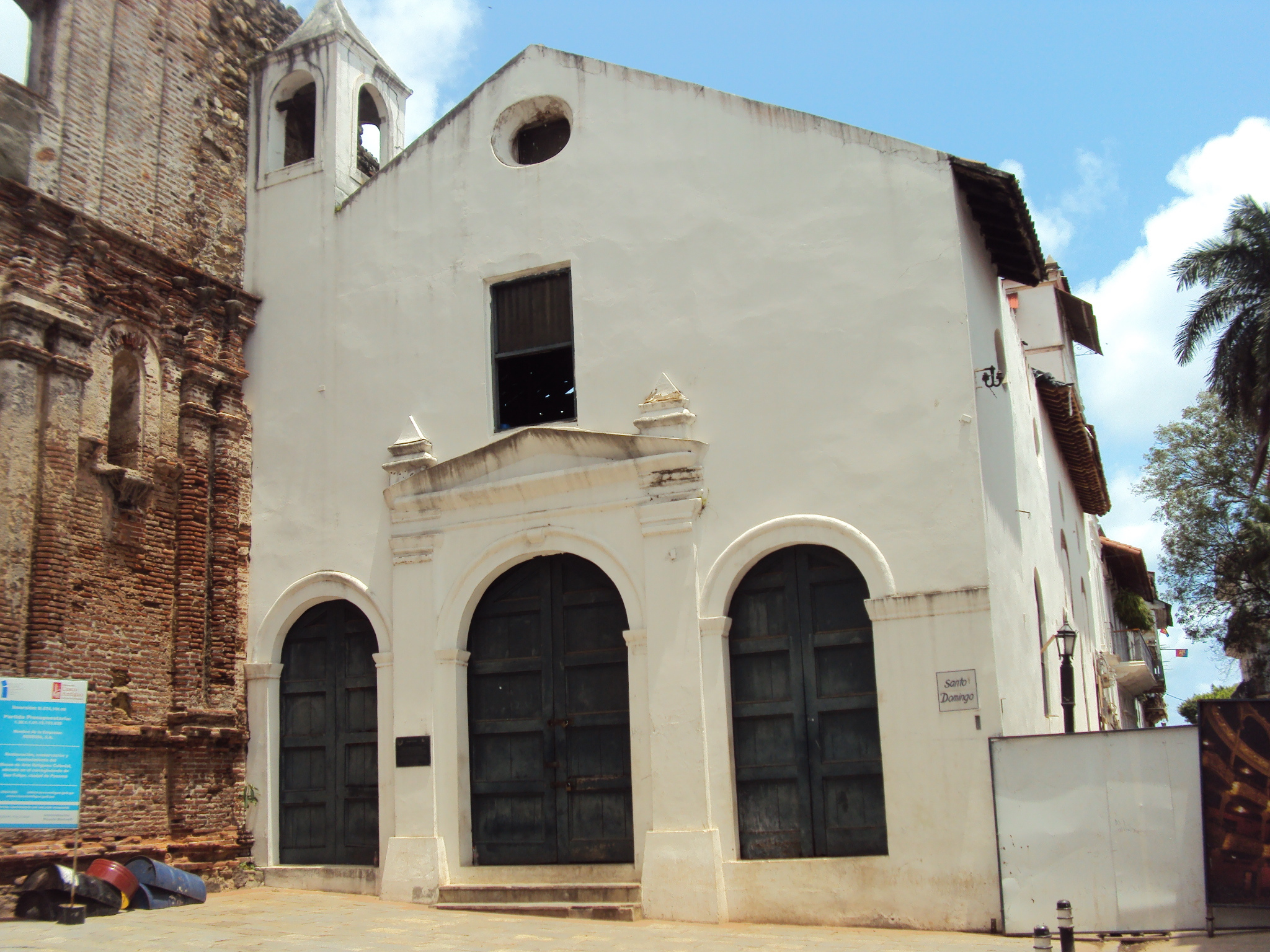
Museo de Arte Religioso.
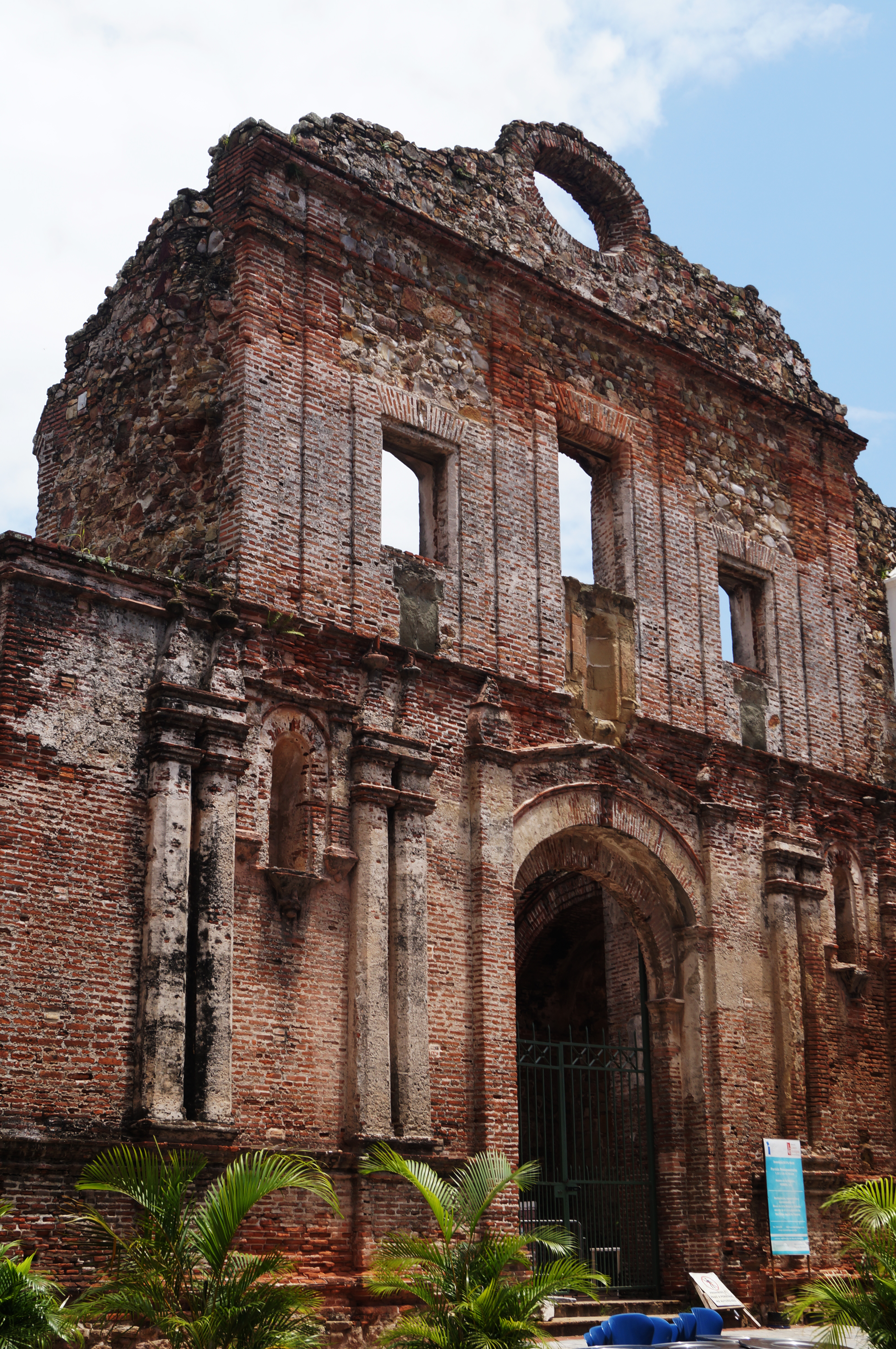
Fachada del Convento de Santo Domingo.
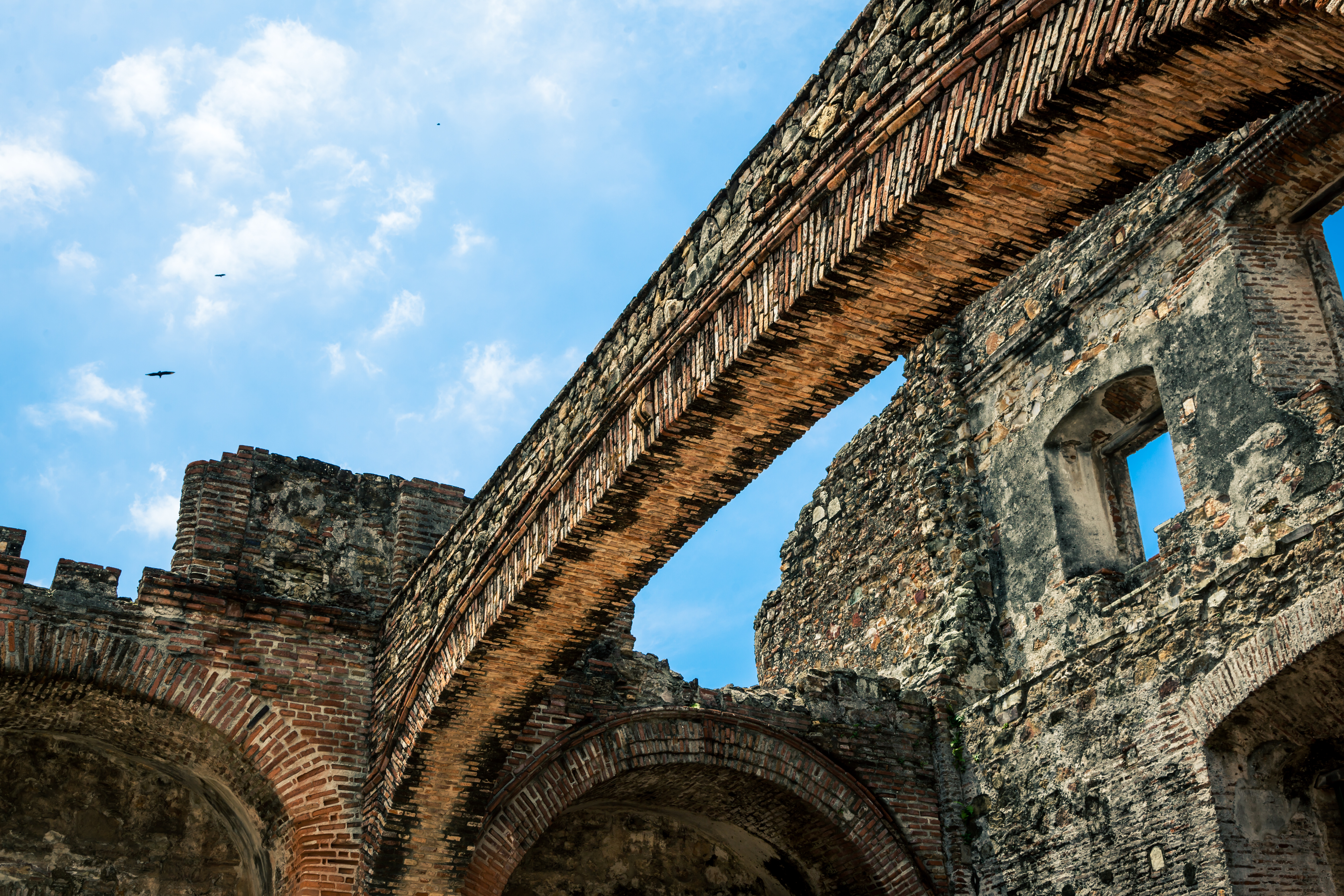
Arco Chato del Convento de Santo Domingo.

### Edificios oficiales

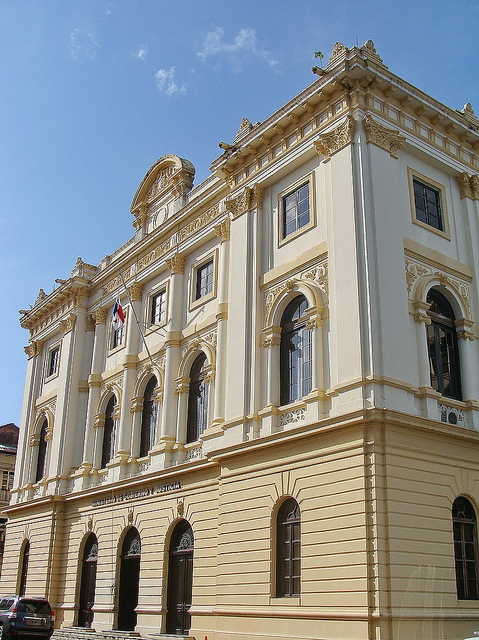
Ministerio de Gobierno

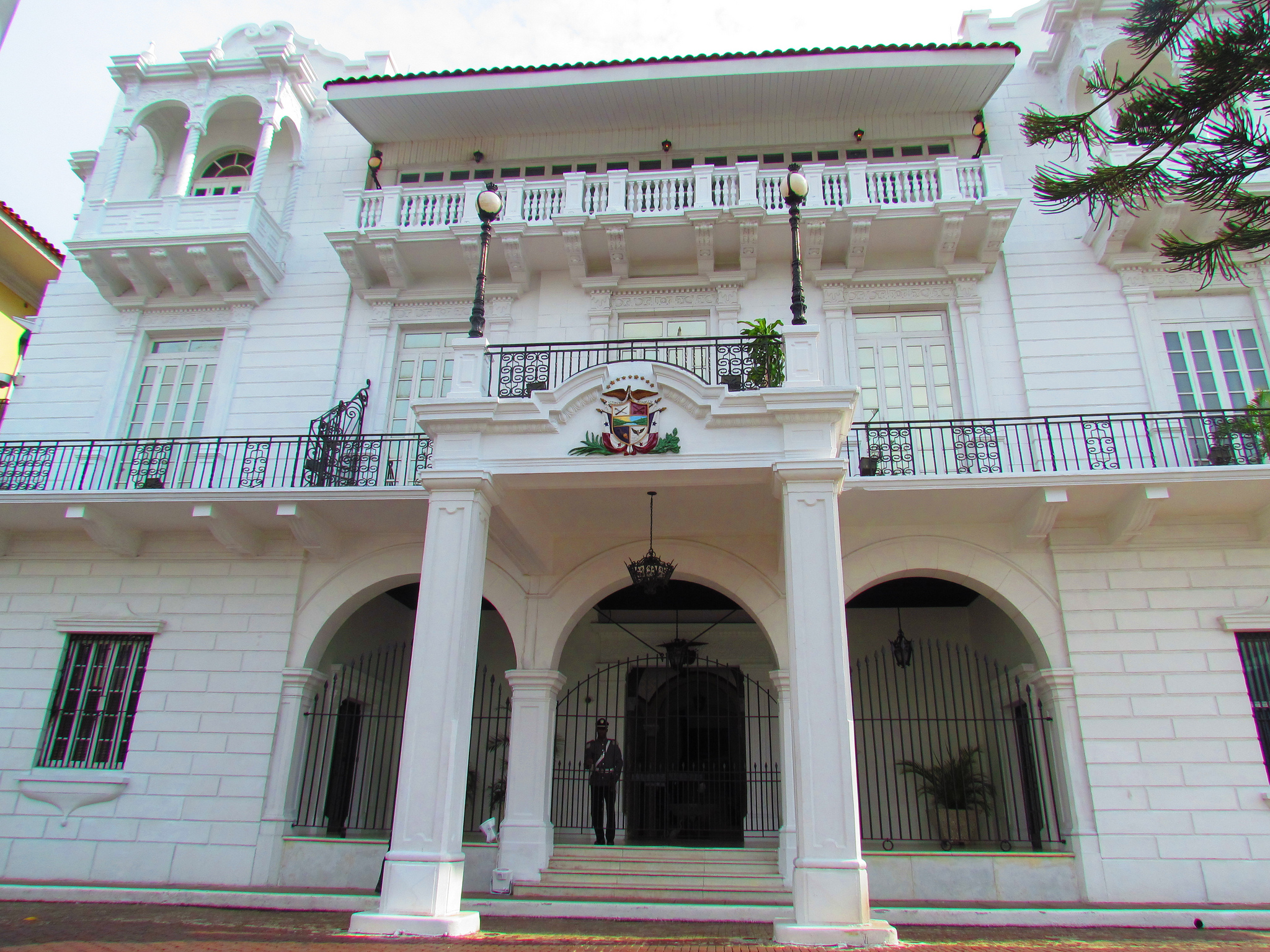
Palacio de las Garzas.

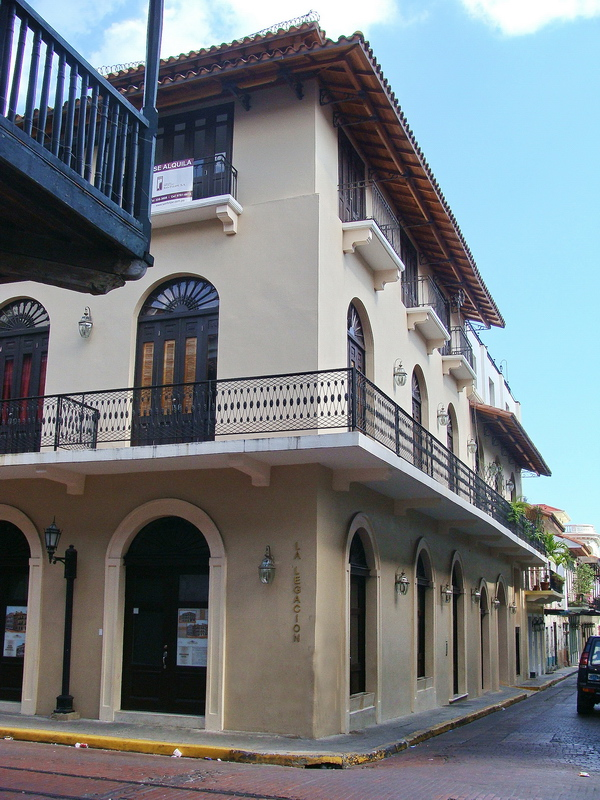
La Legación.

Otros monumentos destacados de la ciudad son el Teatro Nacional, el Palacio de Gobierno, la Presidencia de la República, el Palacio Bolívar, El Instituto Nacional de Cultura, Palacio Municipal y la Casa de la Municipalidad, todos de carácter oficial.

#### Teatro Nacional

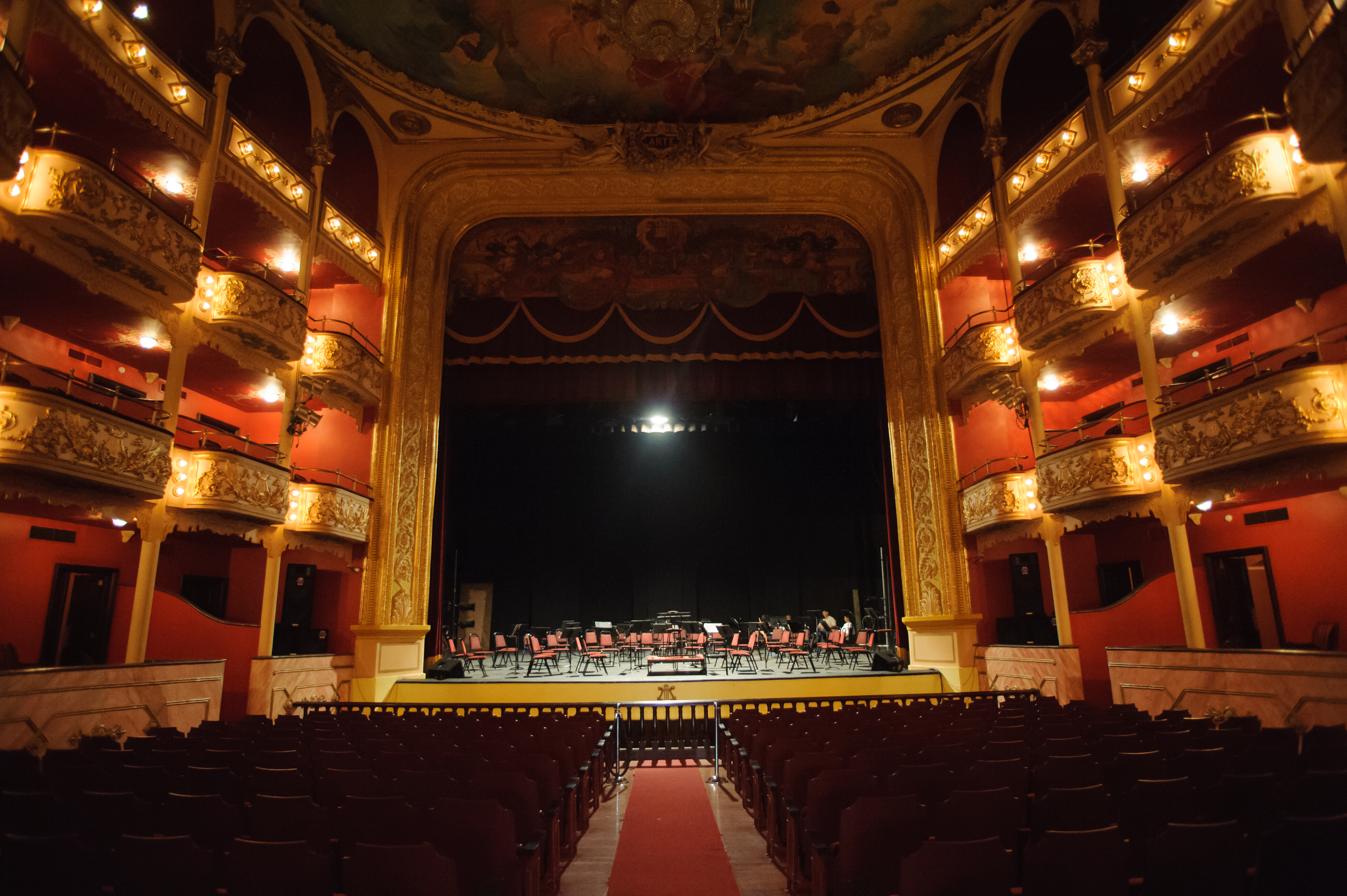
Interior del Teatro Nacional

El Teatro Nacional y el Palacio de Gobierno ocupan el antiguo solar de las monjas de la Concepción en un edificio de tres plantas. El Teatro Nacional está ubicado diagonal a la Plaza Bolívar, calle 3 Catedral y Ave B, mientras que el Palacio de Gobierno da sobre la avenida Central. El arquitecto responsable de su construcción fue el italiano Genaro Ruggiero entre 1905 y 1908.

#### Presidencia de la República
La Presidencia de la República, llamada Palacio de las Garzas, se encuentra en donde inicialmente estuvo el edificio de la Aduana y a través de los años ha sufrido grandes transformaciones que le han dado un carácter ecléctico. El edificio original data de 1673, pero su estructura actual corresponde a grandes restauraciones hechas en 1922 por el presidente Belisario Porras.

#### Palacio Bolívar
El Palacio Bolívar, a un costado de la iglesia de San Francisco, alberga el salón en donde se celebró en 1824 el Congreso Anfictiónico. Este edificio es actualmente la Cancillería de la República. El edificio original fue el convento de San Francisco y data de 1673. Un incendio en el siglo XVIII lo devastó y el convento y la iglesia fueron reconstruidos en el año 1771.
Luego de que los frailes franciscanos abandonaron el convento en 1821, el edificio fue utilizado como cuartel militar para albergar el Pabellón del Istmo; no obstante, en el siglo XIX sirve como sede del Colegio de los Hermanos Escolapios. En el siglo XX continúa esta tradición académica y acoge el Colegio de La Salle, Colegio San Agustín y finalmente el Instituto Bolívar, hasta 1999. Un año después comienzan los trabajos de restauración para hospedar las oficinas de la Cancillería, el Ministerio de Relaciones Exteriores de Panamá y el Museo Bolívar.

#### Palacio de Justicia
Este edificio fue construido en 1931 con el fin de albergar la Corte Suprema de Justicia y la Asamblea Legislativa. Éste fue edificado sobre parte de la construcción original del  Cuartel de Chiriquí. De manera contigua a éste,  se encuentra el Teatro Anita Villalaz, el cual está ubicado a un costado del conjunto monumental de Las Bóvedas. Actualmente está ocupado por el  Instituto Nacional de Cultura.

#### Palacio Municipal

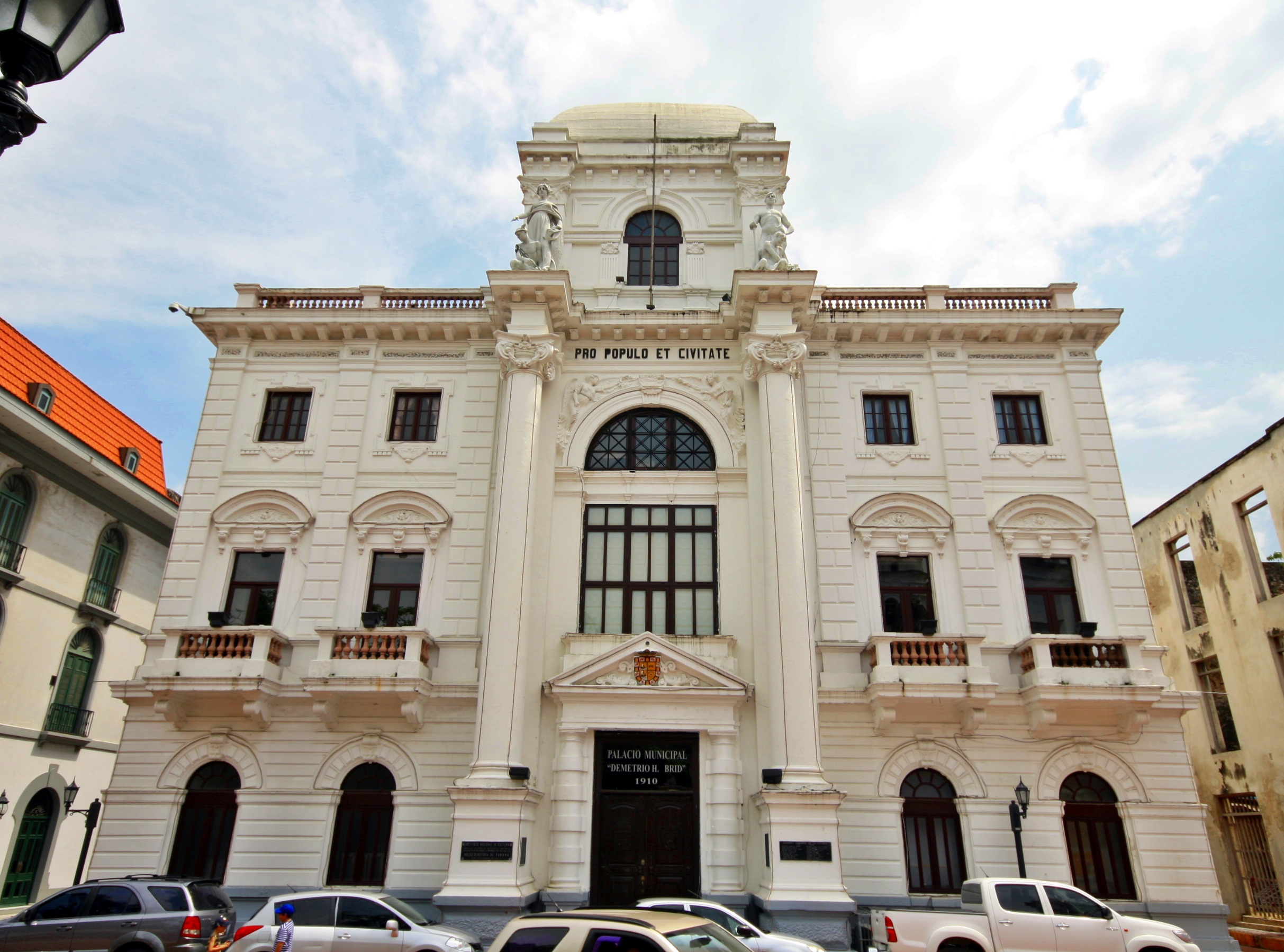
Palacio Municipal.

El edificio actual del Palacio Municipal data de 1910 y responde a cánones neoclásicos. El arquitecto encargado de este edificio fue el italiano Genaro Ruggieri, quien construyera también el Teatro Nacional de Panamá.

#### Casa de la Municipalidad
La Casa de la Municipalidad o Mansión Arias-Feraud, construida en el primer tercio del siglo XX,  se encuentra en los límites de la ciudad amurallada.  Todavía se pueden observar dentro de ella restos de la antigua Puerta de Tierra que aseguraba el paso a la Ciudad de Panamá.

### Edificios civiles

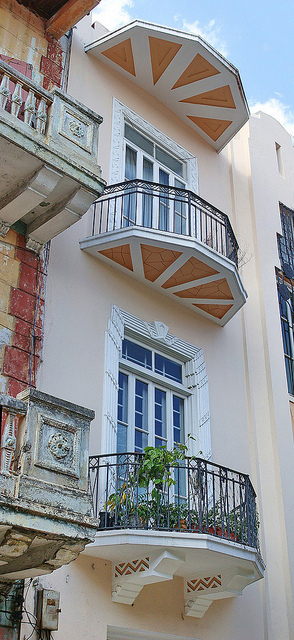
Casa Art Decó

La mayoría de las casas originales del Casco Antiguo, es decir de finales del siglo XVII fueron desbastadas por los incendios que asolaron la ciudad.  Esto permite introducir una serie de estilos arquitectónicos diferentes; es así como encontramos casas coloniales, junto a mansiones neoclásicas, casas con tendencias caribeñas y algunas de tendencia art decó.  Estas mansiones fueron construidas en su gran mayoría para finales del siglo XVIII, los siglos XIX y XX. He aquí algunas de estas construcciones civiles que perduran hasta nuestros días:

#### Casa Góngora

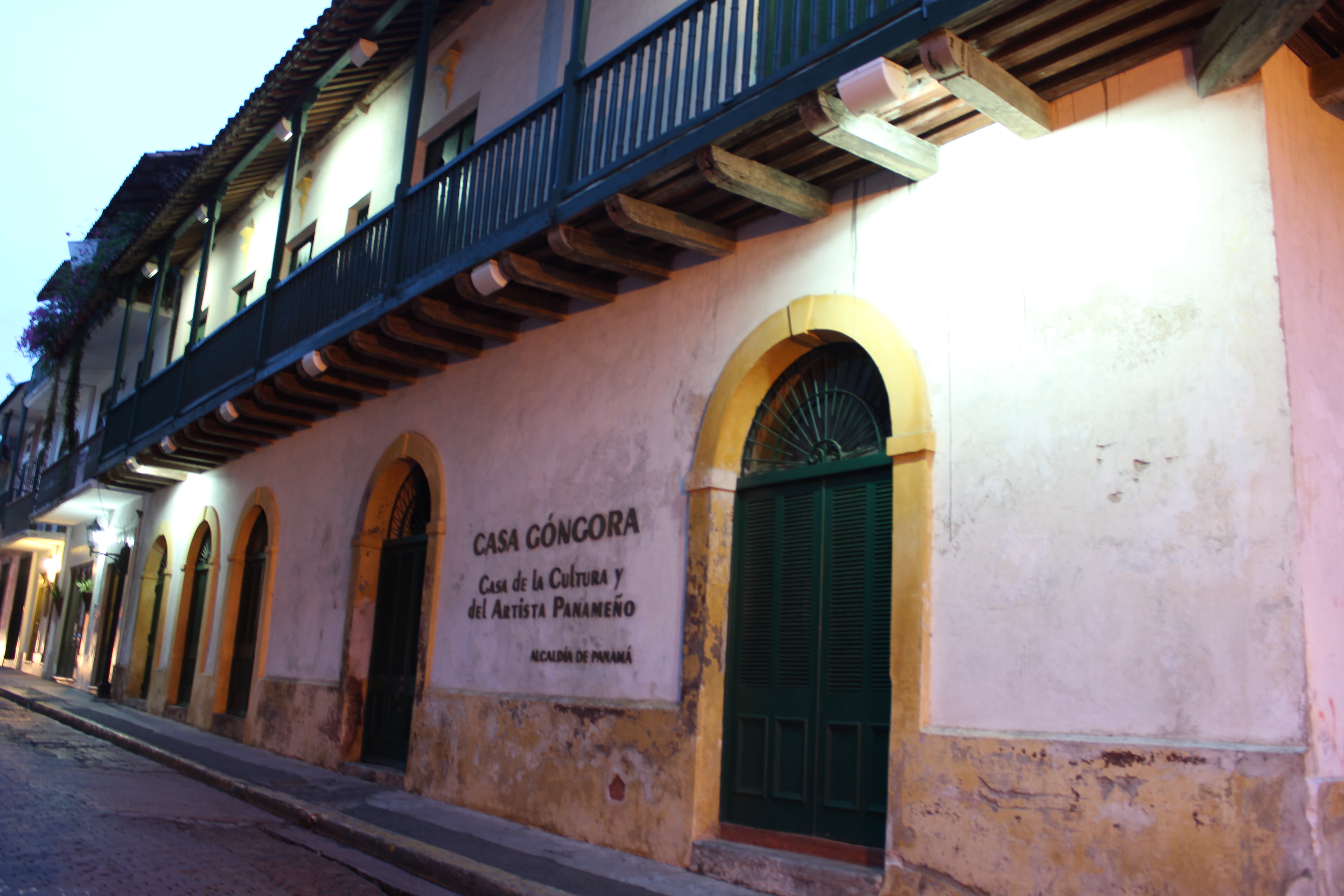
Casa Góngora

La Casa Góngora es una de las más antiguas de Panamá que conserva sus arquitectura original por lo cual está considerada con el grado de valor 1, grado máximo dentro de la jerarquía patrimonial. Fue construida en 1756 por el capitán Pablo Góngora de Cáceres, de ahí su nombre.

#### Casa Boyacá
La Casa Boyacá está ubicada entre Avenida A, Calle 11 Oeste y Pedro Díaz, frente a lo que fue el baluarte Mano de Tigre, en el barrio de San Felipe.  Llama la atención particularmente por su diseño de proa de buques y por ser una de las casas de madera más antiguas del Casco Antiguo. Fue residencia de varias familias del barrio. Consumida el 21 de febrero de 2018 por un voraz incendio.

#### La Legación
El edificio conocido como la Legación data de 1870, fue la casa del ingeniero Jules Dingler, ingeniero de la Compagnie Universelle du Canal Interocéanique y posteriormente la primera sede de la embajada de Estados Unidos en Panamá. Está ubicada cerca de la Plaza Bolívar en Calle 4.ª y la Plaza Catedral en la Avenida Central.

#### Casa Testa, Mansión Calvo, Casa Art Decó
A lo largo de la avenida A, algunas casas dignas de destacar son: la casa Testa, de corte colonial; la mansión Calvo, de estilo neoclásico; la casa Art decó, cuyo nombre hace honor a su estilo arquitectónico y la casa Obarrio, sede actual de la Oficina del Casco Antiguo.

#### Casas Heurtematte
Otro conjunto de casas destacadas son las casas Heurtematte, construidas en 1877 y de especial interés ya que fue allí donde se redactó el acta de independencia en 1903. Este conjunto de casas se encuentra sobre la avenida B a un costado de la Plaza Bolívar y del Teatro Nacional.

### Galería
|                                                           |
| Instituto Nacional de Cultura y el Teatro Anita Villalaz. |

|                                                                       |
| Arquitectura del edificio Centro Cultural de España Casa del Soldado. |

|                            |
| Arte urbano Casco Antiguo. |